# Hospital dels Pobres (Vilabella)
Hospital dels Pobres és una obra del municipi de Vilabella (Alt Camp) inclosa en l'Inventari del Patrimoni Arquitectònic de Catalunya.

## Descripció
Es tracta d'un edifici entre mitgeres de planta baixa, pis i golfes. La porta d'accés és d'arc de mig punt amb dovelles de pedra, i es troba a l'esquerra de la façana. Les tres finestres del primer pis i les tres de les golfes són reactangular i presenten una distribució simètrica. La construcció es corona amb una barbacana i coberta de teula àrab. A l'interior és remarcable el vestíbul amb l'escala que comunica als pisos superior. El material bàsic utilitzat és la pedra, que es troba emblanquinada. Hi ha una porta rectangular, afegida posteriorment, al costat de la porta principal.

## Història
L'antic hospital dels pobres apareix documentat a partir del segle xvii i sembla que va utilitzar-se com a tal fins aproximadament l'any 1905, període en què es convertí en escola de nens, funció que mantingué fins als anys 50. Actualment s'ha convertit en un edifici d'habitatges.